# Псоас-симптом
Псоас-симптом (англ. Psoas sign, відомий в Україні як Симптом Образцова) — один із діагностичних симптомів апендициту. Вказує на подразнення клубово-поперекової групи згиначів стегна в черевній порожнині, і, отже, на те, що запалений апендикс має ретроцекальне (за сліпою кишкою) розташування, оскільки клубово-поперековий м'яз є заочеревинним.
Позитивний псоас-симптом також може бути у пацієнта з абсцесом м'язу. Він також може бути позитивним при інших причинах подразнення заочеревинного простору, як то внаслідок крововиливу клубової судини.

## Методика визначення
Пацієнта кладуть на лівий бік із витягнутими колінами. Лікар тримає праве стегно пацієнта і пасивно його розгинає. Крім того, пацієнта укладають на спину, і лікар просить його активно згинати праве стегно, яке тримає своєю рукою. Якщо при цьому виникає біль у животі, це є сутністю псоас-симптому. Біль посилюється, якщо пацієнт піднімає праву ногу за допомогою м'язів живота і попереку. Больові відчуття спричинює роздратування рецепторів червоподібного відростка м'язами клубово-поперекової групи і передньої стінки очеревини.
Симптом ввів у клінічну практику англійський хірург Захарі Коуп (Zachary Cope).